# Пожар в Москва (1547)
Вижте пояснителната страница за други значения на Пожар в Москва.
Големият пожар в Москва през 1547 г. унищожава напълно града, изграден дотогава почти изцяло от дърво.
Пожарът избухва на 24 юни - няколко месеца, след като Иван IV Грозни е коронясан като първи цар на Русия. Пожарът изпепелява дървения Кремъл, превръщайки в прах няколко от кулите на двореца.
Огнената стихия принуждава да се изселят около 80 000 души, които остават без дом, а жертвите са между 2700 до 3700 (без децата). Пожарът води до широко обедняване на оцелелите. Московският митрополит Макарий е ранен при пожара. Когато митрополитската катедрала „Успение Богородично“ в Кремъл е застрашена от пламъците, митрополитът се спуска с въже от стените на Кремъл в Москва река. След инцидента той никога не се възстановява напълно от нараняванията си, въпреки че живее още 16 години след това.
След пожара в Москва упорито се разпространяват слухове, че виновни са роднините на царя по майчина линия от семейство Глински. Това поражда бунт, при който Юри Глински е убит с камъни в митрополитската катедрала „Успение Богородично“ пред ужасения поглед на митрополит Макарий. Братът на Юри - Михаил Глински, опитва да избяга в Литва, но не успява, а неговата майка - Анна Якшич (баба на царя по майчина линия), e обвинена от тълпата в използването на магии, за да се възпламени огънят на пожара.
Бунтовете в Москва довеждат до отстраняване от властта на семейство Глински и в крайна сметка до засилване позициите на младия цар, въпреки че той не отстранява баба си от двореца, както иска тълпата.